# Cardi B
Cardi B, właśc. Belcalis Marlenis Cephus z domu Almánzar (ur. 11 października 1992 w Nowym Jorku) – amerykańska raperka, autorka tekstów piosenek, gwiazda reality show i aktorka pochodzenia trynidadzko-dominikańskiego.

## Osiągnięcia
Od 2015 do 2017 roku występowała w reality show Love & Hip Hop: New York telewizji VH1. W lutym 2017 r. podpisała swój pierwszy kontrakt z wytwórnią Atlantic Records. Jej debiutancki singiel dla tej wytwórni Bodak Yellow osiągnął 1. miejsce amerykańskiej listy Billboard Hot 100, a jej płyta Invasion of Privacy zadebiutowała na szczycie listy Billboard 200. Kolejny singiel z tej płyty pt. I like it także zdobył 1. miejsce listy Billboard Hot 100, czyniąc Cardi B jedyną raperką na świecie z dwoma singlami, które zdobyły szczyt tej listy. Cardi B jest jedną ze 100 najbardziej wpływowych ludzi na świecie w 2018 roku według magazynu Time.
Jest laureatką nagrody Grammy. Wygrała także trzy statuetki American Music Awards, dwie statuetki BET Awards, trzy statuetki MTV Video Music Awards i siedem statuetek Billboard Music Award.
Współpracowała z artystami takimi jak: Migos, Nicki Minaj, Jennifer Lopez, Selena Gomez, Madonna, Megan Thee Stallion oraz Bruno Mars
W kwietniu 2025 roku jej majątek został oszacowany na 101,6 miliona dolarów, co uczyniło ją drugą najbogatszą raperką na świecie zaraz po Nicki Minaj.

## Życiorys
Belcalis Almanzar, znana pod pseudonimem Cardi B, urodziła się 11 października 1992 r. w Bronx, w Nowym Jorku. Jej ojciec pochodzi z Dominikany, a matka z Trynidadu. Cardi B wychowała się w sąsiedztwie Highbridge w południowym Bronksie. Większość czasu spędzała u babci w Washington Heights na Manhattanie, dzięki czemu charakteryzuje się „silnym akcentem”. Należała do gangu Bloods. Uczęszczała do Renaissance High School For Musical Theater & Technology w Nowym Jorku. Cardi B w wieku 19 lat została striptizerką. Ujawniła, że striptiz uwolnił ją od agresywnego chłopaka oraz trudnej sytuacji materialnej. W 2013 r. Cardi B zaczęła zyskiwać popularność dzięki filmom, które dodawała na swój profil na Instagramie.

## Kariera

### Telewizja & Film
W 2015 r. Cardi B zadebiutowała w szóstym sezonie reality show Love & Hip Hop: New York telewizji VH1, tym samym stała się gwiazdą tego programu. 30 grudnia 2016 po dwóch sezonach ogłosiła, iż odchodzi od show, gdyż chce się skupić na karierze muzycznej. 6 kwietnia 2016 r. wystąpiła w talk-show Khloe Kardashian Kocktails with Khloe, w którym to opowiedziała, jak wyjawiła matce, że pracowała jako striptizerka. W 2017 r. wystąpiła w dwóch odcinkach panel show Hip Hop Squares. 18 lipca 2017 r. Cardi B wystąpiła w amerykańskim talk-show The Wendy Williams Show. Promowała swoją muzykę także w The Tonight Show Starring Jimmy Fallon, Saturday Night Live oraz Jimmy Kimmel Live!. 19 kwietnia 2018 r. udzieliła wywiadu w Ellen Degeneres Show.
Cardi B wraz z Chance the Rapper oraz T.I. była jurorką w programie Rhythm + Flow platformy Netflix w 2019 r..
Zadebiutowała na wielkim ekranie w filmie Hustlers u boku Jennifer Lopez.
W czerwcu 2021 miała miejsce premiera filmu Szybcy i wściekli 9, w którym w gościnnie wystąpiła Cardi B.

### Muzyka

#### 2015–2017: Początki kariery i debiutanckimixtape.
W listopadzie 2015 r. Cardi B zadebiutowała w remiksie piosenki Boom boom jamajskiego piosenkarza Shaggiego. W grudniu 2015 r. nagrała swój pierwszy teledysk do piosenki Cheap Ass Weave. 7 marca 2016 r. wydała swój pierwszy pełnoprawny mixtape zatytułowany Gangsta Bitch Music, Vol. 1. 20 stycznia 2017 ukazał się jej drugi mixtape Gangsta Bitch Music, Vol. 2.
W lutym 2017 r. podpisała swój pierwszy duży kontrakt z wytwórnią Atlantic Records. 25 lutego 2017 wystąpiła jako support hip-hopowej grupy The Lox obok m.in. Lil Kim i Remy Ma.
W maju 2017 ukazały się nominacje do 2017 BET Awards, Cardi B została nominowana w kategoriach Best New Artist i Best Female Hip-Hop Artist. 11 czerwca 2017 Cardi B wystąpiła na festiwalu Summer Jam wśród gwiazd takich jak: Remy Ma, Lil Kim i Queen Latifah.

#### 2017–2018:Invasion of Privacy
16 czerwca 2017 r. Atlantic Records wypuścił debiutancki singiel Cardi B – Bodak Yellow. 18 lipca 2017 r. Cardi B wystąpiła z piosenką Bodak Yellow w amerykańskim talk-show The Wendy Williams Show. W sierpniu 2017 r. Bodak Yellow zadebiutował na miejscu 3. amerykańskiej listy Billboard Hot 100, a następnie 25 września zdobył szczyt tej listy. Tym samym Cardi B stała się pierwszą raperką solową, która tego dokonała od 1998 r., w którym to pierwsze miejsce zajęła Lauryn Hill z piosenką Doo Wop (That Thing).
RIAA potwierdziło, iż Bodak Yellow pokrył się potrójną platyną. We wrześniu 2017 wypuściła swój drugi singiel Bartier Cardi. 28 listopada została dwukrotnie nominowana do nagród Grammy w kategoriach Best Rap Performance i Best Rap Song.

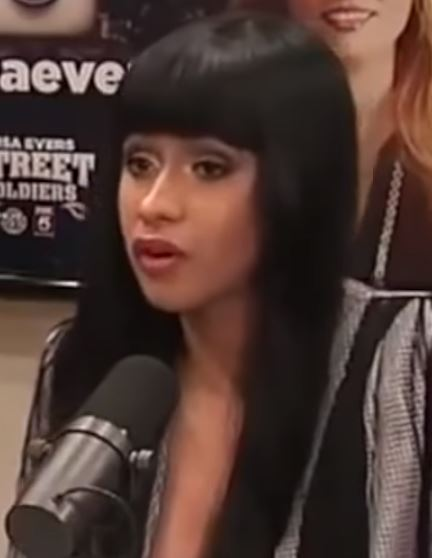
Cardi B (2016)

3 stycznia 2018 r. Bruno Mars wraz z Cardi B wydał remiks piosenki Finesse, a także razem wystąpili w teledysku do tej piosenki w klimacie lat 90. 18 stycznia Cardi B stała się pierwszą kobietą, która posiadała jednocześnie pięć piosenek w top 10 listy Billboard Hot R&B/Hip-Hop. 28 stycznia 2018 r. wystąpiła razem z Bruno Marsem na 60. ceremonii wręczenia nagród Grammy z piosenką Finesse. 12 lutego 2018 r. Bruno Mars zapowiedział ostatnią amerykańską część swojej trasy koncertowej 24K Magic tour, na którą wybiera się wraz z Cardi B. 28 lutego 2018 r. RIAA potwierdziło, iż Bartier Cardi pokrył się złotem.
4 marca 2018 Cardi B wystąpiła na afterparty zorganizowanym przez Madonnę z okazji rozdania Nagród Akademii Filmowej. 11 marca otworzyła galę iHeartRadio Music Awards. Zaśpiewała swoje największe hity, m.in. Bartier Cardi i Bodak Yellow. Zdobyła także dwie nagrody w kategoriach Best New Artist oraz Best New Hip-Hop Artist. Po odebraniu nagrody ogłosiła, iż premiera jej debiutanckiej płyty zaplanowana jest na kwiecień. 26 marca Cardi B zaprezentowała okładkę swojej debiutanckiej płyty Invasion of Privacy. 30 marca wydała swój trzeci singiel Be Careful.
6 kwietnia miała miejsce premiera jej debiutanckiej płyty Invasion of Privacy, która tego samego dnia pokryła się złotem. 7 kwietnia Cardi B wystąpiła w popularnym amerykańskim show Saturday Night Live, w którym to wykonała swoje największe hity. Płyta Invasion of Privacy zadebiutowała na 1. miejscu amerykańskiej listy Billboard 200. Raperka zdobyła także szczyt listy Billboard Artist 100. 15 kwietnia wystąpiła na amerykańskim festiwalu Coachella. Podczas jej występu gościnnie pojawili się m.in. G-Eazy, Kehlani, Chance the Rapper oraz 21 Savage.
17 maja Jennifer Lopez wydała swój nowy singiel Dinero, na którym gościnnie ukazali się DJ Khaled oraz Cardi B. 24 maja ukazał się teledysk do tej piosenki, w którym Cardi B także wystąpiła. 21 maja raperka wypuściła teledysk do piosenki Be Careful. Wystąpiła w teledysku do piosenki Girls Like You zespołu Maroon 5. Na gali Billboard Music Awards 2018, spośród ośmiu nominacji zdobyła jedną nagrodę w kategorii Top Rap Female Artist. 29 maja wypuściła teledysk do piosenki I Like It, w którym pojawili się także Bad Bunny i J Balvin.
2 lipca Billboard poinformował, iż utwór I Like It zdobył szczyt listy Hot 100, czyniąc tym samym Cardi B jedyną raperkę na świecie, która posiada dwa hity numer jeden tej listy. A także jest pierwszą solową artystką od 2009 roku, której dwa single z debiutanckiej płyty zdobyły szczyt tej listy. Wcześniej dokonała tego Lady Gaga, z jej debiutancką płytą The Fame. 16 lipca ogłoszono nominacje do nagród MTV Video Music Awards 2018. Najwięcej zdobyła Cardi B, otrzymując nominacje w 10 kategoriach. Ostatecznie zdobyła 3 statuetki w kategoriach Best New Artist, Best Collaboration oraz Song of Summer.
20 sierpnia Cardi B wypuściła teledysk do piosenki Ring, w którym wystąpiła z Kehlani.

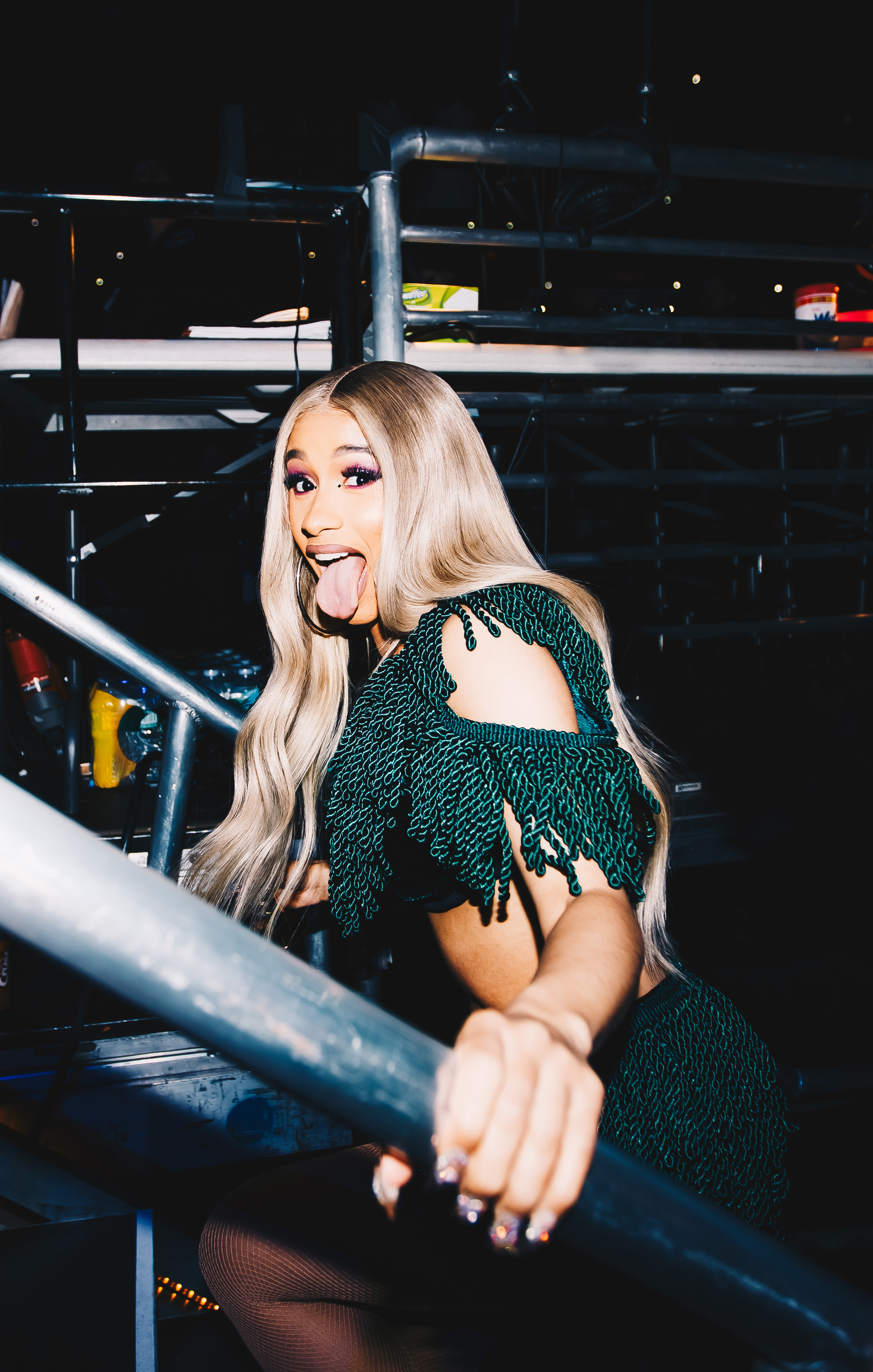
Cardi B podczas festiwalu Jingle Ball w 2018 roku

9 października wystąpiła na gali American Music Awards oraz zdobyła trzy statuetki. Tego samego dnia premierę miał teledysk DJ Snake do piosenki Taki Taki, w którym także pojawili się Cardi B, Selena Gomez oraz Ozuna.
Cardi B zdobyła 5 nominacji do nagród Grammy, w tym w najważniejszych kategoriach, m.in. Album of the Year i Record of the Year.

#### 2019-obecnie: WAP i drugi album studyjny
23 października Cardi B wypuściła utwór Money, który ma zapowiadać nową płytę. 21 grudnia w serwisie YouTube został upubliczniony teledysk.
10 lutego Cardi B wystąpiła podczas 61. ceremonii wręczenia nagród Grammy z piosenką Money. Spośród 5 nominacji zdobyła 1 nagrodę, w kategorii Best Rap Album, tym samym stała się jedyną raperką w historii, która wygrała tę nagrodę. 15 lutego wydała kolejny singiel – Please Me, który nagrała razem z Bruno Marsem.
1 marca wystąpiła na festiwalu Houston Livestock Show and Rodeo. Jej show zobaczyło 75 580 fanów, tym samym bijąc rekord popularności tego festiwalu.
30 maja 2019 Cardi B wypuściła utwór Press, który jest drugim singlem z zapowiadającego się nowego albumu. 30 maja w serwisie YouTube został upubliczniony teledysk audio.
7 sierpnia 2020 raperka po prawie rocznej przerwie wypuściła kolejny nowy singiel "WAP" nagrany wspólnie z Raperką Megan Thee Stallion, 7 sierpnia czyli w dniu premiery samego singla. Został także opublikowany kontrowersyjny wideoklip do tej piosenki. "WAP" zadebiutował na pierwszym miejscu amerykańskiej listy Billboard Hot 100 i tym samym stał się czwartą piosenką Cardi B, która zdobyła szczyt tej listy. Cardi B stała się również jedyną raperką w historii, której singiel zdobył pierwsze miejsce w dwóch dekadach.
5 lutego 2021 raperka wypuściła nowy solowy singiel "UP". Singiel "UP" jest pierwszym singlem raperki wydanym w 2021 roku.

## Inspiracje muzyczne
Cardi B w wywiadzie dla Billboard wyjawiła, iż pierwsze albumy, które kupiła, to płyty Missy Elliott. Ujawniła także, że jej ulubionymi artystkami są Madonna i Lady Gaga. Do jej inspiracji muzycznych zalicza także takich artystów jak Ivy Queen, Beyoncé czy Spice. Była również wielką fanką raperki Nicki Minaj, lecz po podpisaniu kontraktu z Atlantic Records, stała się jej "rywalką".

## Życie prywatne
Cardi B jest katoliczką. W wielu wywiadach podkreśla, że jest feministką.
Jest żoną Offseta, członka zespołu Migos. Podczas występu z piosenką Be Careful w amerykańskim show Saturday Night Live miała na sobie sukienkę, która podkreślała ciążowy brzuch. Tym samym potwierdziła, iż spodziewa się dziecka. 10 lipca 2018 roku na świat przyszła córka pary, Kulture Kiari Cephus. 27 czerwca 2021 podczas występu na gali BET poinformowała, iż jest po raz drugi w ciąży. Urodziła swojego pierwszego syna 4 września 2021.

## Kontrowersje
Cardi B wywołała skandal, gdy podczas jednej z imprez Harper’s Bazaar w trakcie trwania New York Fashion Week rzuciła butem w raperkę Nicki Minaj oraz próbowała ją zaatakować. W udzielonym później wywiadzie tłumaczyła swoje zachowanie, twierdząc, iż Nicki Minaj kpiła z jej umiejętności macierzyńskich.
Po wydaniu piosenki "Girls" Rity Ory, gdzie Cardi B użyczyła zwrotki, odpowiedziała ona na zarzuty o seksualizacji związów LGBT przez utwór. Na Twitterze napisała: "Nigdy nie miałyśmy zamiaru kogoś zranić albo mieć złe intencje z tym utworem." Później dodała, że sama w przeszłości związywała się z kobietami.
1 października 2018 Cardi B została aresztowana pod zarzutem napaści na dwie kobiety. Do incydentu miało dojść 29 sierpnia 2018 w klubie ze striptizem w Nowym Jorku.
Często też jest krytykowana za epatujące seksualnością teksty i teledyski.

## Dyskografia

### Albumy studyjne
| Rok  | Tytuł albumu        |
| ---- | ------------------- |
| 2018 | Invasion of Privacy |
| 2025 | AM I THE DRAMA?     |